# Dörte’s Dancing
Pour plus de détails, voir Fiche technique et Distribution.
Dörte’s Dancing est un téléfilm allemand réalisé par Andi Niessner diffusé en 2008.
Il s'agit du premier film de la série Funny Movie diffusée par ProSieben. Il est une parodie de Dirty Dancing.

## Synopsis
Dörte Brandt rêve depuis longtemps de danser comme Baby et Johnny, les héros de Dirty Dancing, son film préféré. Elle énerve tout son entourage avec son rêve, surtout son petit ami Jens, qui n'aime pas la danse et qui n'est pas du tout romantique. Néanmoins il soutient son rêve et l'emmène sur les lieux du tournage du film, en Virginie.
À peine arrivés aux États-Unis, ils sont victimes d'un accident de voiture. Soudain Dörte croit qu'elle se trouve au Killerman’s Resort (Kellerman’s Resort) et qu'elle est Baby Mouseman (Baby Houseman).
Même Jimmy (Johnny), la coqueluche du mambo, est confus et Dörte se perd dans son illusion romantique. Comme dans le film, elle fait croire à Ponnie (Penny), sa rivale, qu'elle est enceinte et qu'elle ne peut pas danser avec Jimmy. Le plan fonctionne et Jimmy commence à danser avec Dörte.
Pendant ce temps, Jens cherche à récupérer sa Dörte et s'intègre dans l'univers du film. Il la voit dans les bras de Jimmy et croit qu'elle ne l'aime plus. Il lui reste une chance : il doit apprendre à danser et surpasser Jimmy. Il s'appuie sur la jalousie de Ponnie pour y parvenir.
Entretemps, Dörte répète la danse romantique finale. Mais Jimmy ne veut pas être amoureux d'elle, il est bien plus réaliste et préfère une carrière sure à la danse. Jimmy et Jens se rencontrent, Jens ne pense qu'à battre son rival. Ils sont décidés à se retrouver au Killerman’s Resort et dansent avec leurs partenaires respectives sur (I’ve had) The Time of my Life et d'autres danses.
Après la figure finale, Dörte se réveille à côté de Jens sur le lieu de l'accident.

## Fiche technique
- Titre : Dörte’s Dancing
- Réalisation : Andi Niessner assisté d'Oliver Grüttner
- Scénario : Tommy Krappweis (de)
- Musique : Andreas Weidinger (de), Christoph Zirngibl (de)
- Direction artistique : Christine Caspari
- Costumes : Marlene Iffland
- Photographie : Bernd Neubauer
- Son : Sascha Eschborn, Rainer Plabst
- Montage : Bettina Staudinger
- Production : Christian Becker, Anita Schneider, Eva Tonkel
- Sociétés de production : Rat Pack Filmproduktion (de)
- Société de distribution : ProSieben
- Pays d'origine :  Allemagne
- Langue : allemand
- Format : Couleurs - Dolby SR
- Genre : Comédie
- Durée : 80 minutes
- Dates de diffusion :
  - Allemagne : 11 mars 2008 sur ProSieben.

## Distribution
- Jeanette Biedermann : Dörte Brandt
- Sven Waasner (de) : Jens Meier
- Tom Beck : Jimmy
- Eva-Maria Grein von Friedl (de) : Ponnie
- Günter Barton (de) : Mr. Mouseman
- Sonya Kraus (de) : Mrs. Mouseman
- Oliver Petszokat : Neil

## Parodies
- Dirty Dancing
- 8 Mile
- The Rocky Horror Picture Show
- Saturday Night Fever
- Footloose
- Pulp Fiction
- Blues Brothers
- Yentl
- Billy Elliot

## Source de traduction
- (de) Cet article est partiellement ou en totalité issu de l’article de Wikipédia en allemand intitulé « Dörte’s Dancing » (voir la liste des auteurs).